# Modellauto-Affäre
In der sogenannten Modellauto-Affäre (teilweise uneinheitlich auch Modellbau-Affäre genannt) unterlag das Ehepaar Christine und Hubert Haderthauer spätestens seit 2013 einer Reihe von ethischen, dienst-, straf- und steuerrechtlichen Beschuldigungen, die medial aufmerksam beobachtet wurden. Haderthauers bestritten die Vorwürfe. Gegenstand der Affäre war das 1990 von Christine Haderthauer mitgegründete Unternehmen Sapor Modelltechnik, das von psychisch kranken Straftätern in forensischen Kliniken hergestellte Luxus-Modellautos lukrativ vermarktete.
Auffallend dabei war die zentrale Stellung Hubert Haderthauers als verantwortlicher Psychiater für die „Arbeitstherapie Modellbau“, seine Übernahme des Anteils seiner Frau an Sapor, nachdem diese Ende 2003 in den Bayerischen Landtag gewählt worden war, sowie die Tatsache, dass Christine Haderthauer 2008 als Staatsministerin für Arbeit und Sozialordnung, Familie und Frauen Dienstherrin ihres Mannes wurde, der seine Nebentätigkeit pflichtwidrig nie angemeldet hatte.
Hinzu kam schließlich, dass Hubert Haderthauer Sapor Modelltechnik 2008 ohne Information oder Einverständnis des Mitgründers „verkaufte“, was diesen – nach einem außergerichtlichen Vergleich 2011 – im Jahr 2014 dennoch zu einer Strafanzeige wegen Betrugs veranlasste. Am 1. September trat Christine Haderthauer schließlich von ihren beiden Ämtern im Kabinett Seehofer II zurück.
Der 2014 eingesetzte Untersuchungsausschuss Modellbau kam 2017 aufgrund seiner CSU-Mehrheit zu einem entlastenden Ergebnis; die Oppositionsparteien legten dagegen einen kritischen Minderheitenbericht vor (beide in den Weblinks).

## Medienkommunikation
Zuerst wurden von No1de Haderthauer-Modellautos eingestellt, anschließend wurde über die Affäre im Mai 2013 auf dem Blog von Ursula Prem berichtet, die häufig in Sachen des medienbekannten bayerischen Psychiatrie-Insassen Gustl Mollath recherchierte. Dabei stieß sie auch auf die besonderen Arbeitsverhältnisse im Bezirkskrankenhaus Straubing.
Verschiedene Medien griffen in der Folge diese Vorwürfe auf und besondere Aufmerksamkeit erzeugte Anfang Juli 2014 der Versuch des Ehepaares Haderthauer, eine identifizierende Berichterstattung über Hubert Haderthauer zu unterbinden. Zuvor hatte die CSU-Mehrheit im Rechtsausschuss des Landtages einen Antrag der Opposition zu der Affäre abgelehnt. Gleichzeitig erhielten mehrere Medien im Auftrag Haderthauers durch einen Rechtsanwalt ein „Presserechtliches Informationsschreiben“ mit dem Fazit, dass „eine Berichterstattung über Hubert Haderthauer nicht zulässig ist“. Ein daraufhin durch die Landtagsfraktion Bündnis 90/Die Grünen Bayern in Auftrag gegebenes Gutachten kam hingegen zu dem Schluss, dass an der Berichterstattung, gerade auch über die handelnden Personen, „ein erhebliches Informationsinteresse der Öffentlichkeit“ besteht, gegenüber dem „die Interessen von Haderthauer am Schutz seiner Persönlichkeit zurückzutreten“ haben.

## Sapor Modelltechnik
Nach einem Eintrag im Gewerberegister Ingolstadt war Christine Haderthauer ab 31. Mai 1990 eine von drei geschäftsführenden Gesellschaftern einer Gesellschaft bürgerlichen Rechts, der Firma Sapor Modelltechnik, die am 2. Januar 1990 mit „Konstruktion, Fertigung und Verkauf von hochwertigen Modellfahrzeugen“ begonnen hatte. Die beiden anderen Teilhaber waren der Franzose Roger Ponton, der einen Teil des Startkapitals beisteuerte, und der Ingenieur Friedrich Sager. Ende 1992 schied Sager wieder aus, 1993 wurde der Unternehmenszweck allein auf den „Verkauf von hochwertigen Modellfahrzeugen“ beschränkt.
Das Geschäftsmodell sah vor, dass psychisch kranke Straftäter zu den niedrigen Löhnen einer Justizvollzugsanstalt exklusive Mini-Modellautos fertigten. Eine besondere Bedeutung kam dabei einem Forensik-Patienten zunächst im Bezirkskrankenhaus Ansbach und ab 2000 im Bezirkskrankenhaus Straubing zu, der die Modelle konstruiert hatte. Die Modelle wurden den forensischen Kliniken von der Sapor-Modelltechnik zu Pauschalpreisen abgenommen und für ein Vielfaches weiterverkauft. An den Mini-Modellen arbeiteten bis zu zehn Häftlinge, teilweise offenbar unter harten Arbeitsbedingungen.
Nachdem der Gesellschafter Friedrich Sager zum 31. Dezember 1992 aus der Firma ausgeschieden war, wurde die Geschäftstätigkeit von Christine Haderthauer und Roger Ponton fortgeführt. 
Als Christine Haderthauer im Oktober 2003 Mitglied des Bayerischen Landtags wurde, schied sie aus der Firma Sapor aus, übertrug ihre Anteile aber an ihren Ehemann, Hubert Haderthauer, der ab Januar 2004 anstelle seiner Frau – neben Roger Ponton – Gesellschafter wurde. 
Dieses Dokument – die Vollmacht vom 7. Oktober 1993, ausgestellt von Roger Ponton (Firma Sapor Modelltechnik) – brachte Christine Haderthauer schließlich in Erklärungsnot. Sie diente dazu, dass sie auch im Namen von Roger Ponton Geschäfte tätigen konnte, ohne ihn jedes Mal um Zustimmung zu bitten. Die Vollmacht berechtigte sie aber nur zur Geschäftsführung. Diese Vollmacht reichte aber nach den Feststellungen eines Rechtsgutachtens nicht aus, um ohne Einverständnis von Roger Ponton die Gesellschafter zu wechseln (in dem Fall von Christine Haderthauer auf Hubert Haderthauer) oder gar die Firma Sapor Modelltechnik zu verkaufen.
Als Christine Haderthauer im Oktober 2008 zur Staatsministerin im Bayerischen Staatsministerium für Arbeit und Sozialordnung, Familie und Frauen ernannt wurde und damit u. a. auch die Fachaufsicht über die forensischen Kliniken übernahm, in denen ihr Ehemann Modell-Autos produzieren ließ, verkaufte Hubert Haderthauer zum 31. Oktober 2008 die Firma Sapor an den Ingolstädter Heinrich Sandner. Er verkaufte auch die Anteile von Roger Ponton, obwohl er dazu nicht ermächtigt wurde bzw. berechtigt war. Nach Aussage von Christine Haderthauer erfolgte der Verkauf der Ponton-Anteile ohne dessen Wissen, weil dieser nicht mehr erreichbar gewesen und erst 2011 wieder aufgetaucht sei. Als Ponton im Jahre 2011 von dem Verkauf erfuhr und seine Ansprüche geltend machte, kam es schließlich am 6. Dezember 2011 zu einem außergerichtlichen Vergleich zwischen Ponton und den Haderthauers. Man einigte sich auf eine Abfindung von 20.000 Euro für Ponton. Als Ponton dann aus der Presse erfuhr, welch hohe Stückzahl von den Mini-Autos angefertigt worden war – ca. 120 bis 2008 – und welch hohe Preise bei dem Verkauf erzielt wurden, fühlte er sich betrogen und erstattete 2014 Strafanzeige.
Es begannen Ermittlungen der Staatsanwaltschaft, die sich im Sommer zur „Modellauto-Affäre“ entwickelten. Während Christine Haderthauer erklärte, ihre Beteiligung an Sapor Modelltechnik sei ein „von Idealismus getragenes Engagement finanzieller Art“ gewesen, widersprachen dem ihre früheren Geschäftspartner. Friedrich Sager erklärte gegenüber dem Bayerischen Fernsehen: „Es ging nur darum, möglichst schnell die Fahrzeuge fertigzustellen und sie zu verkaufen, dass die Investitionen wieder zurückkommen und dass Geld verdient wird.“ Roger Ponton sagte: „Eine billigere Arbeitskraft konnte man nicht bekommen.“

## Rechtliche Verfahren

### Strafrechtliche Ermittlungen
Die Staatsanwaltschaft, die im Rahmen von Pontons Betrugsanzeige zunächst gegen Hubert Haderthauer ermittelt hatte, beantragte am 29. Juli 2014 beim Bayerischen Landtag die Aufhebung von Christine Haderthauers Immunität. Der Landtag widersprach nicht, sodass die Staatsanwaltschaft München II seit dem 1. August auch gegen die Leiterin der Bayerischen Staatskanzlei ermittelt. Daraufhin erneuerte die Opposition im Landtag ihre Forderung nach einem parlamentarischen Untersuchungsausschuss und Haderthauers Rücktritt bzw. ihrer Entlassung als Staatsministerin. Dienstherr und Ministerpräsident Seehofer äußerte zuletzt Kritik an Krisenmanagement und Kommunikation und erwartet eine zügige Aufklärung der Vorwürfe.

### Steuerliche Ermittlungen
Anfang August 2014 wurde bekannt, dass sich am 21. Mai 2014 auch die Steuerfahndung eingeschaltet und eine Durchsuchung im Privathaus der Haderthauers durchgeführt hatte, um zu klären, ob die Gewinne der Sapor Modelltechnik gegenüber dem Finanzamt bzw. dem früheren Gesellschafter Roger Ponton bewusst geschmälert bzw. verschwiegen worden waren. Die eingezogenen Unterlagen ergaben den Verdacht wesentlich höherer Gewinne, als dem Finanzamt angegeben waren. So sollen 2007 mindestens 86.000 Euro und 2008 rund 57.500 Euro verschwiegen worden sein, insgesamt also etwa 143.500 Euro Einnahmen.

### Dienstrechtliches Verfahren
Im Zusammenhang mit der Affäre wurde im Juli 2014 gegen Hubert Haderthauer als Amtsträger ein Disziplinarverfahren eingeleitet, bei dem es nicht allein, aber auch um die Aktivitäten von Sapor Modellbau ging. Oberlandesanwältin Susanne Weizendörfer begründete dies mit „tatsächlichen Anhaltspunkten, die den Verdacht eines Dienstvergehens rechtfertigen“.

## Untersuchungsausschuss Modellbau
Parallel zu den amtlichen Ermittlungen strebte die Opposition im bayerischen Landtag eine parlamentarische Aufarbeitung der Affäre mit dem Ziel an, die Ministerin zu stürzen. Ein Untersuchungsausschuss wurde beantragt, darüber hinaus auch eine Sondersitzung des Parlaments noch während der eigentlichen Sommerpause. Ziel war auch hier die Debatte über das Verhalten der Ministerin und ein Antrag auf Entlassung aus dem Amt.
Dazu wurden von der Opposition zwei Rechtsgutachten vorgestellt, die belegen sollen, dass Haderthauer aus formalen Gründen über den von ihr angegebenen Zeitpunkt Ende 2003 hinaus Gesellschafterin der Firma Sapor war. In der Vollversammlung des Bayerischen Landtags vom 27. November 2014 wurde die Einsetzung eines Untersuchungsausschusses beschlossen. Am 4. Dezember 2014 trat der „Untersuchungsausschuss Modellbau“ zu seiner ersten Sitzung zusammen und vernahm in weiteren Sitzungen zahlreiche Zeugen.
Am 1. September 2014 erklärte Christine Haderthauer ihren Rücktritt als Ministerin und Chefin der bayerischen Staatskanzlei. Sie erklärte weiterhin, sie könne die Vorwürfe entkräften, „brauche dafür aber Kraft und Konzentration“.
Im Februar 2017 kam der Untersuchungsausschuss zu seinem Ende. Der Schlussbericht der CSU-Mehrheit im Ausschuss sprach sowohl Christine als auch Hubert Haderthauer von Vorwürfen frei. CSU-Obmann Florian Herrmann wird in Medien dazu zitiert: „Dass sich Dr. Haderthauer bereichert hätte, dieser Kurzschluss, den kann man so nicht ziehen.“ Christine Haderthauer sei rehabilitiert und umfassend reingewaschen, sämtliche Vorwürfe seien entkräftet. Die Oppositionsparteien kamen dagegen zu anderen Ergebnissen und kritisierten mangelnde Fachaufsicht des Ministeriums unter Christine Haderthauer, auch sei es „um das Patientenwohl (…) in der Therapie offenbar nicht vorrangig gegangen, sondern ‚mehr um das lukrative System Modellbau‘ “ formulierte der bayerische Rundfunk.